# Ливий Андроник
Луций Ливий Андроник (на латински: Lucius Livius Andronicus) е първият римски поет, живял през ІІІ в. пр.н.е. Той е от гръцки произход, но още в детска възраст попада като пленник в Рим, където поставя началото на римската художествена литература на латински език. Превежда Омировата поема "Одисея"  на латински език, което се смята за първия художествен превод в европейската литература. Освен това през 240 г. пр. Хр. той поставя първата театрална постановка на драма от гръцки тип в Рим.

## Живот и творчество
Роден е роден около 284 г. пр. Хр. в град Тарент/Тарентум (днешният Таранто в Южна Италия) - гръцка колония и враг на Рим в Пировата война. През 272 г. пр. Хр. той е превзет от римляните и Андроник е пленен от тях. Отведен е в Рим, където става роб у фамилията на Ливиевците, а след като е освободен се нарича с името на бившия си господар, както е обичайно за освобожденците (либертините) в Древен Рим, които по традиция остават обвързани с фамилията на освободилите ги.
Впоследствие се занимава със съчинения по поръчка (често - на разни институции) и става известен в тази област. Също е и известен частен учител-граматик, обучаващ по латински и гръцки език знатни младежи. До това време художествената литература в Рим се твори и преподава на гръцки език, считан от римляните за годен именно за това, а латинският се употребява за по-официални и възприемани като действително сериозни цели, както и в местния фолклор и в религиозните церемонии. Андроник нагажда класически гръцки произведения, като Одисея (Odysseia, която за своите цели именува Одусия - Odusia) и мотиви от известни театрални пиеси със сюжети от древногръцката митология, към тази традиция. Вместо хекзаметри, той използва традиционният за Италия сатурнов стих (сатурний/фауний), който е по-кратък от хекзаметъра, а самите текстове са преразказвани, променяни и изопачавани, съобразно вкусовете, познанията и разбирания на публиката, дотолкова че по същество могат да се приемат за оригинални произведения на Ливий Андроник, в които новаторското е най-вече това, че са писани на латински език. „Латинската Одисея“ на Ливий Андроник се ползва като основно учебно помагало повече от 2 века, а от него вземат пример следващите римски поети и драматурзи, макар и бързо да го надминават по майсторство и да започват да употребяват в дейността си по-изтънчени и близки до гръцките първообрази изразни средства (Ений твори в хекзаметър, а Тит Ливий се изказва за езика на Ливий Андроник, като за твърде груб, като за ухото на неговите съвременници, и недостоен да им бъде цитиран, колкото и чудесен да се е виждал на Андрониковите), което е сред причините от цялото творчество на Андроник да оцелеят само незначителни фрагменти.
През 207 г. пр.н.е. на Ливий Андроник е възложено да композира песен за религиозна процесия на девойки - молитва към богинята Юнона (Хера) за помощ във войната с картагенците на братята Ханибал и Хаздрубал Барка. След разгрома на последния от войските на римския пълководец Ливий Салинатор, поетът е награден с правото да живее в Храма на Минерва на Авентинския хълм и му е позволено да създаде професионална гилдия на писателите и актьорите (той е и актьор и играе и пее в собствените си пиеси, прочувайки се и в това отношение).
Умира около 204 г. пр. Хр. на приблизително 80-годишна възраст.